# Wälder im Solling bei Lauenberg
Wälder im Solling bei Lauenberg este o arie protejată (sit de importanță comunitară — SCI) din Germania întinsă pe o suprafață de 322,18 ha, integral pe uscat.

## Localizare
Centrul sitului Wälder im Solling bei Lauenberg este situat la coordonatele 51°45′30″N 9°44′32″E / 51.7583°N 9.7422°E.

## Înființare
Situl Wälder im Solling bei Lauenberg a fost declarat sit de importanță comunitară în ianuarie 2005 pentru a proteja 3 specii de animale.

## Biodiversitate
Situată în ecoregiunea continentală, aria protejată conține 5 habitate naturale: Liziere de ierburi înalte hidrofile de câmpie și de nivel montan până la alpin, Fânețe de joasă altitudine (Alopecurus pratensis, Sanguisorba officinalis), Păduri de fag Luzulo-Fagetum, Păduri de fag Asperulo-Fagetum, Păduri aluvionare cu Alnus glutinosa și Fraxinus excelsior (Alno-Padion, Alnion incanae, Salicion albae).
La baza desemnării sitului se află mai multe specii protejate:
- mamifere (1): liliac comun (Myotis myotis)
- nevertebrate (2): rădașcă (Lucanus cervus), Osmoderma eremita Complex